# Thang (họ)
Thang là một họ của người Trung Quốc, một số người Việt Nam (chữ Hán: 汤, Bính âm: Tang) và Nhật Bản (Hiragana: ゆ, Romaji: Yu). Trong danh sách Bách gia tính họ này xếp thứ 72.

## Người Việt Nam họ Thang nổi tiếng
- Thang Nghĩa Phương, đỗ Tiến sĩ và làm đến chức Hữu thị Lang bộ Lễ thời Lê Thánh Tông
- Thang Đức Thắng, Sinh năm 1956, Phó tiến sĩ, Chủ tịch hội đồng quản trị kiêm Tổng giám đốc Công ty Cổ phần dịch vụ trực tuyến FPT nhiêm kì 2010 - 2021.
- Thang Văn Phúc, Chủ tịch Trung ương Hội Kỷ lục gia Việt Nam.

## Người Trung Quốc họ Thang nổi tiếng
- Thang Hiển Tổ, kịch tác gia thời nhà Minh
- Thang Ân Bá, Tướng lĩnh quân đội Trung Hoa Dân Quốc trong Thế chiến thứ hai
- Thang Trấn Nghiệp, diễn viên Hồng Kông
- Thang Duy, diễn viên Trung Quốc
- Thang Trác Quang, danh thủ cờ tướng Trung Quốc
- Thang Tử Tinh, ca sĩ PLA

## Người Nhật Bản họ Thang nổi tiếng
- Yu Koremune (chữ Hán: 湯 惟宗, Hán Việt: Thang Duy Tông), tướng quân thời chiến quốc